# 馬卡羅尼角

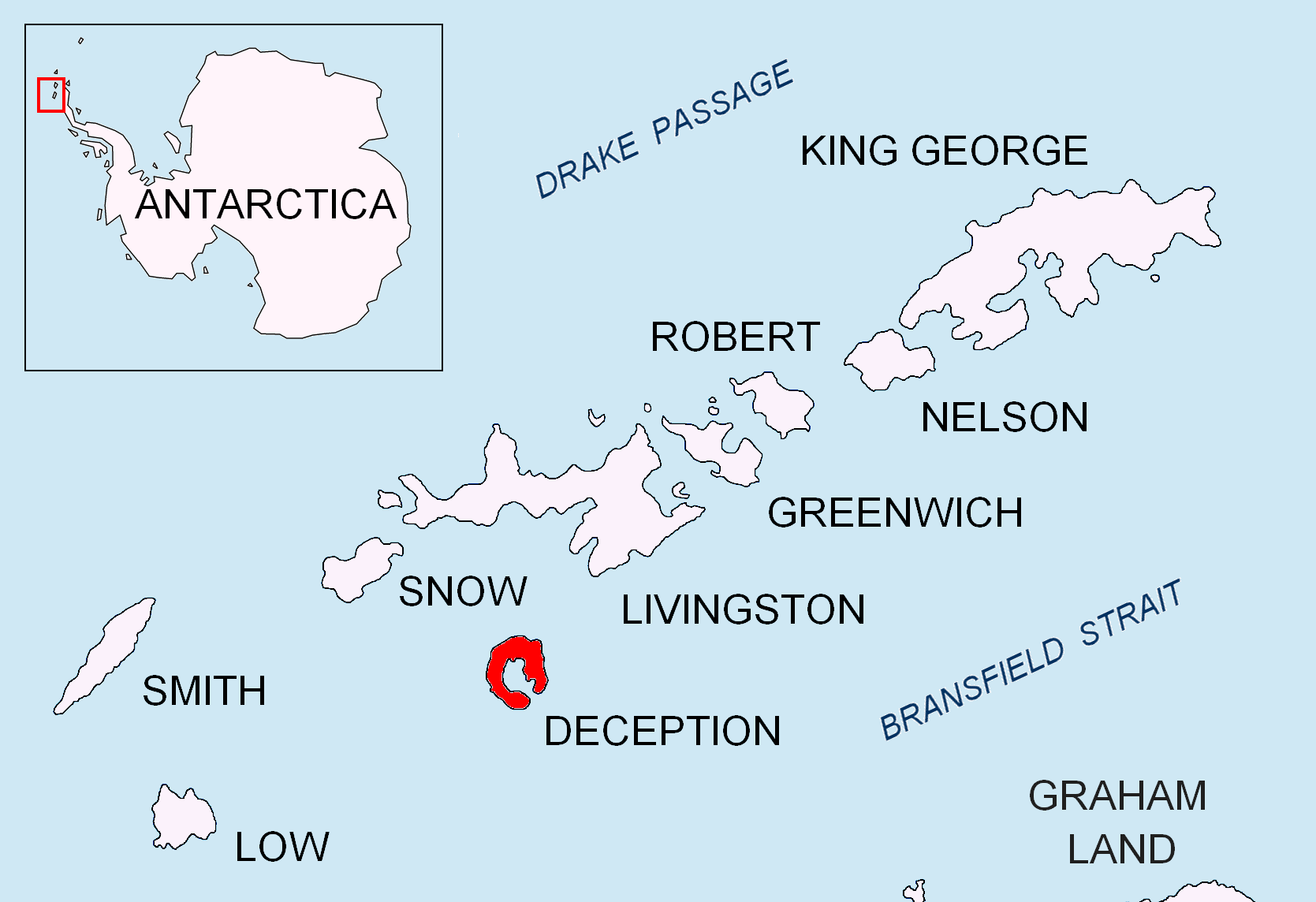

62°54′S 60°32′W / 62.900°S 60.533°W
馬卡羅尼角（英語：Macaroni Point），是南極洲的海岬，位於南設得蘭群島的欺骗岛東北端，在1954年1月由英國的研究隊命名，現時由南極條約體系管理。